# Усулиты
Усули́ты (араб. الاصولية‎, аль-‘усулиййун) — последователи усулийи — направления в шиитском фикхе, признающего правомерность иджтихада, понимаемого как процесс дедуктивного вывода исламских законов из Корана и сунны.
Подавляющая часть современных шиитов-двунадесятников являются приверженцами усулийи. В рамках этого направления сформировался институт таклида — следования фетвам компетентного муджтахида в вопросах фикха. Наиболее авторитетными усулитскими муджтахидами в сегодняшнем мире являются верховный лидер Ирана — Рахбар Али Хаменеи, Али Систани, Макарем Ширази, в недалёком прошлом — лидер Исламской революции в Иране аятолла Рухолла Хомейни, а также покойные Мухаммад Фазиль Ланкарани (Иран), Абу-ль-касим аль-Хои (Ирак), Мухаммад Хусейн Фадлалла (Ливан).
Оппонентами усулитов являются ахбариты — резкие противники иджтихада и практики проверки хадисов на достоверность. Поскольку они отвергают иджтихад в любом его виде, у них нет муджтахидов. Сегодня ахбаритские общины существуют в основном в Пакистане, Индии, Ираке, арабских странах Персидского залива.

## Истоки усулитской школы
Основоположником усулитской школы можно считать Алламе Хилли, который впервые употребил чисто суннитское до тех пор понятие иджтихад в приемлемом для шиитов смысле. Так, если раньше суннитские факихи понимали иджтихад как опору на собственное мнение в вынесении правового решения, то аль-Хилли интерпретировал иджтихад как процесс дедуктивного вывода шариатских норм из их первоисточников — Корана и сунны. Первый подход был неприемлем для шиитских богословов, поскольку имамы Ахль аль-Бейт настаивали на полноте сакральных источников ислама — то есть они учили, что в них содержится ответ на любой правовой вопрос, будь то в явной или имплицитной форме. Суннитские законоведы придерживались иного мнения, и считали, что в вопросах, где Коран и Сунна не дают явного ответа, факих может полагаться на свои догадки и пристрастия.
Однако Алламе Хилли изменил трактовку термина «иджтихад», понимая его как использование рациональных методик при извлечении норм закона из Корана и сунны.
Иракский учёный Мухаммад Бакир ас-Садр пишет на этот счёт следующее:
В соответствии с новым пониманием иджтихада, законоведу не разрешается обосновывать выведенные им законы шариата иджтихадом, в то время как, согласно второму значению, иджтихад – не источник законов, а процесс выведения законов из их источников. Так, если законовед говорит: «Это мой иджтихад», это означает, что он вывел шариатскую норму посредством дедукции из источников права с помощью имеющих силу доводов.
А вот как ас-Садр определяет предмет науки илм аль-усул, давшей название самому усулитскому направлению:
Ильм аль-усуль напоминает науку логики, ибо изучает особую категорию мышления – правовое мышление и процесс вывода законов из источников. Ильм аль-усуль исследует основные общие элементы, которые должен содержать в себе процесс дедуктивного вывода, и с которыми он должен согласовываться для того, чтобы дедукция и выводы, которые делает законовед, были правильны.
Таким образом, илм аль-усуль — это ещё и наука о рациональных методах вывода законов из Корана и сунны. Она тесно связана с логикой, а также с лингвистическим анализом текста. Так, методы, используемые илм аль-усул, позволяют выявить значения и смыслы употребляемых в Коране оборотов, установить, какой смысл имели встречаемые в Коране и хадисах выражения на момент жизни пророка Мухаммеда и шиитских имамов. Мухаммад Бакир ас-Садр обращает внимание на такие рациональные (‘акли) источники фикха, как опора на общественное мнение при трактовке ряда понятий (например, если мы хотим определить, что такое азартные игры или развлекательная музыка), калам (схоластическая теология), философия, анализ общественно-исторического контекста аята или хадиса и т. д. Современные специалисты по илм аль-усул также отмечают, что крайне важную роль в ней играет первичное чёткое определение всех встречающихся в Коране и сунне понятий.